# Microdynerus trinodus
Microdynerus trinodus är en stekelart som först beskrevs av Richard Mitchell Bohart 1955.  Microdynerus trinodus ingår i släktet Microdynerus och familjen Eumenidae. Inga underarter finns listade i Catalogue of Life.